# Гай Софоній Тигеллін
Гай Софоній Тигеллін (Гай Офоній Тигеллін, лат. Gaius Ofonius Tigellinus; бл. 10 — 69) — римський військовий і політичний діяч. Був префектом преторія — тобто командиром преторіанської гвардії, особистої охорони імператора — з 62 по 68 рік за правління Нерона, мав значний вплив при дворі. Перед смертю Нерона Тигеллін покинув його, згодом підтримав нового імператора Гальбу. 69 року імператор Отон засудив Тигелліна до страти, той покінчив життя самогубством.

## Біографія

### Ранні роки і початок кар'єри

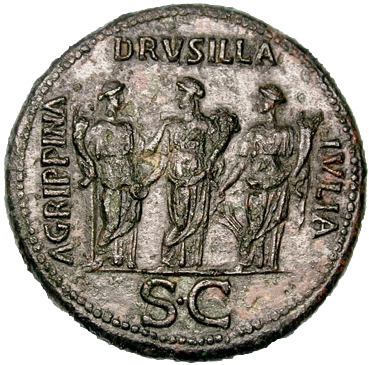
Три сестри Калігули: Агріппіна Молодша, Юлія Друзілла та Юлія Лівілла. Тигелліна підозрювали в любовних зв'язках із двома

До наших днів не дійшло багато інформації про ранні роки Тигелліна. Відомо, що він походив із міста Агрідженто (Сицилія) і мав, можливо, грецьке походження. Його сім'я не належала до вищого стану тогочасного римського суспільства. Тацит в «Історії» характеризував його як людину темного походження. Попри це, Тигеллін отримав хорошу освіту: він перебував у вищих колах суспільства і зустрічався з консулами Марком Вініцієм і Гнеєм Доміцієм Агенобарбом.
Як пише Діон Кассій в «Римській історії», у 39 році імператор Калігула вигнав Тигелліна з Рима, звинувативши у перелюбстві зі своєю сестрою Агріппіною Молодшою; можливо, Тигелліна також звинуватили в любовних стосунках з іншою сестрою Калігули Юлією Лівіллою. Тереза К. Ропер вважає, що заслання було викликане не так цими любовними зв'язками, а скоріше політичною діяльністю Тигелліна. Під час вигнання в Греції Тигеллін займався рибальством і торгівлею, щоб заробити на прожиття. Із заслання майбутнього префекта преторія повернув 41 року новий імператор Клавдій з умовою, щоб Тигеллін не з'являвся в імператорському палаці. Деякі дослідники пояснюють цю умову тим, що Клавдій одружився з Агріппіною і не хотів бачити при своєму дворі її колишнього коханця; інші (зокрема, Ропер) — що новий імператор боявся відновлення Тигелліном політичної діяльності.
Успадкувавши статок, Тигеллін придбав землі в Апулії та Калабрії. Там він займався розведенням скакових коней. Це захоплення поділяв і новий імператор Нерон, спадкоємець Клавдія. Як зазначає британський історик Міріам Ґріффін, саме завдяки цьому, а також завдяки протекції Агріппіни Молодшої, котра була матір'ю Нерона, Тигелліну вдалося добитися прихильності та дружби принцепса. За Нерона (точна дата невідома, але не раніше 55 року) Тигеллін був призначений на посаду префекта вігілів Рима — ця посадова особа командувала корпусом вігілів, відповідаючи за пожежну охорону міста і підтримання порядку в нічний час.

### Діяльність на посаді префекта преторія

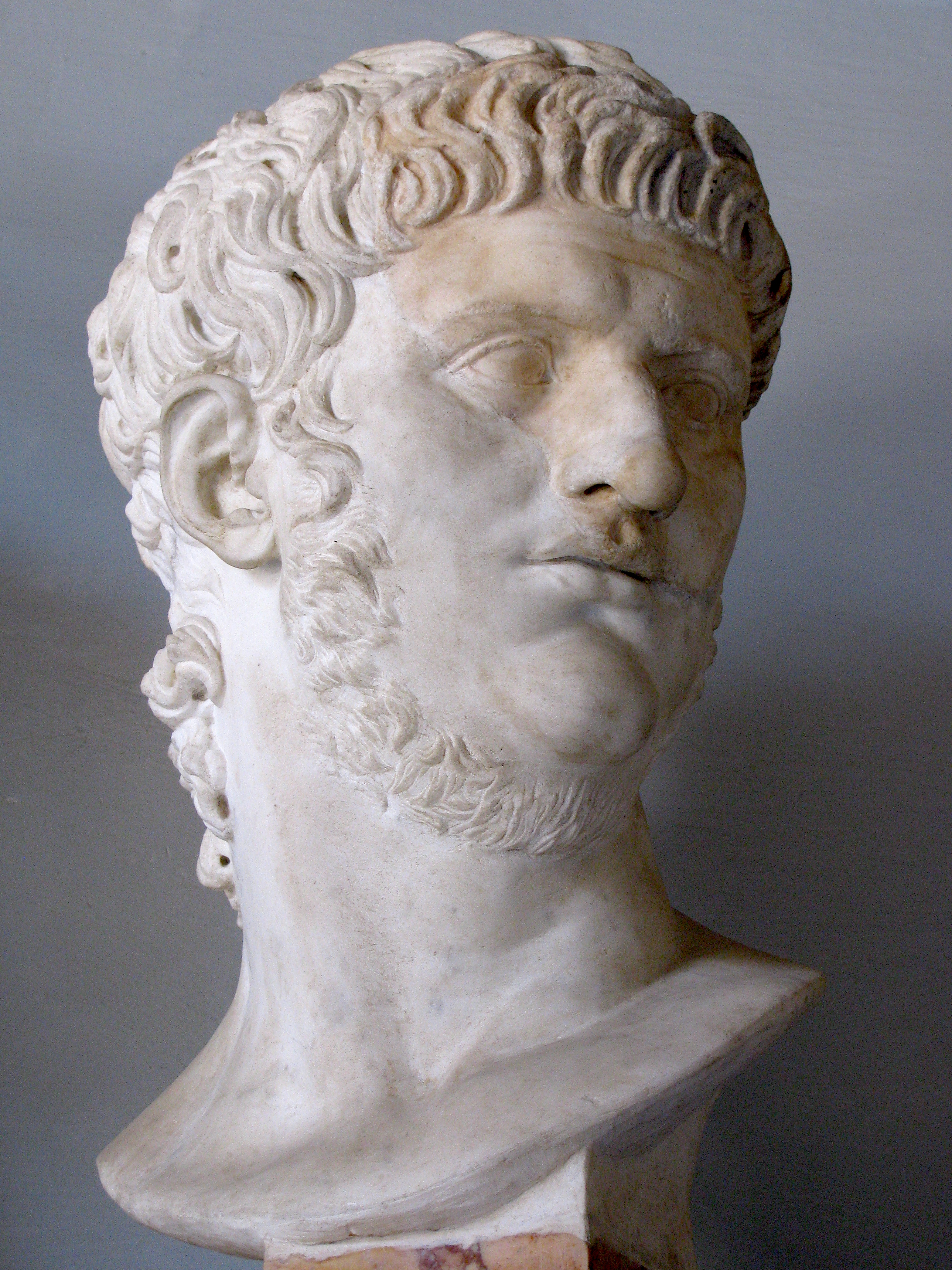
Імператор Нерон

62 року, після смерті попереднього префекта преторія Бурра, Нерон призначив на його місце Тигелліна і Фенія Руфа. Тигеллін користувався більшим впливом на Нерона, але все одно намагався повністю усунути свого популярного у війську напарника, зводячи на нього доноси.
Традиційно вважається, що Тигеллін ворогував із філософом Сенекою, котрий мав значний вплив на Нерона в перший період правління імператора, але втратив владу в 62 році після смерті Бурра — незабаром після того, коли посилився Тигеллін. Однак є й протилежні думки: зокрема, Ропер висуває припущення, що Сенека і Тигеллін були союзниками. Її аргумент полягає в тому, що в 50-их роках I століття Сенека майже повністю контролював процес призначення на всі важливі посади, тому Тигеллін не міг би стати префектом вігілів без протекції або хоча би згоди Сенеки.
Тигеллін підтримував згубні пристрасті імператора. Відомим, зокрема, є грандіозний бенкет 64 року у Басейні Агриппи, описаний в «Анналах» Тацитом. Тоді Тигеллін організував гулянку небаченої величини, де розпусні дії ставалися на кожному кроці:

| «Сам Нерон віддавався розгулу, не розрізняючи дозволеного і недозволеного; здавалося, що не залишається такої мерзенності, у якій він міг виказати себе ще розпусніше; але через декілька днів він вступив у заміжжя, обставивши його торжественними шлюбними обрядами, з одним із натовпу цих брудних розпусників (звали його Піфагором)»[s 3]. |
Жертвами префекта стали багато його ворогів і недоброзичливців. Зокрема, в 65 році зіткнувшись зі звинуваченням в державній зраді, покінчив життя самогубством наближений до Нерона письменник Петроній Арбітр; суттєво зменшився вплив Фенія Руфа, який згодом був страчений за участь в змові проти імператора (також Руфа звинуватили у зв'язках з Агріппіною Молодшою, яка була вбита кількома роками раніше за наказом Нерона); всі інші учасники цієї змови також були страчені. Організатор змови, Гай Кальпурній Пізон, не став чекати розправи і вчинив самогубство. Після страти Фенія Руфа напарником Тигелліна на посаді префекта преторія став Німфідій Сабін. За викриття і придушення змови Тигелліну звели пам'ятник на Палатині.
За певними припущеннями, Тигеллін був одним із організаторів Великої пожежі у Римі 64 року — про це пише Тацит. Причому висувалися різні версії щодо мотивації префекта преторія: або щоб догодити Нерону, або щоб дискредитувати його перед народом, послабивши таким чином владу імператора. Тигеллін брав активну участь в переслідуванні християн, яке відбулося за Великою пожежею. Деколи Тигеллін використовував свою владу для власних потреб: зокрема, допоміг своєму зятеві Коссуціану Капітону, якого звинуватили у вимаганні і вигнали з Сенату; врятував життя доньці сенатора Тіта Вінія.

### Втрата влади і смерть
Тигеллін супроводжував Нерона під час його поїздки до Греції 67 року на Олімпійські ігри. Коли на фоні походу на Рим прокуратора Тарраконської Іспанії Гальби падіння імператора стало неминучим, префект покинув його. Після смерті Нерона Тигеллін зумів прихилити до себе Гальбу, який став новим імператором. Колишній префект надсилав подарунки йому, його фавориту Тіту Вінію і доньці Вінія. Таким чином Тигеллін лише втратив посаду, але зумів зберегти життя.
Утім, влада швидко змінилася й імператором став воєначальник Нерона Отон. Він наказав стратити Тигелліна. Звістка про це застала засудженого на водах Синуесси, де він відпочивав і проводив час з коханками. Почувши про неминучу страту, Тигеллін попросив посланця імператора дозволити йому поголитися перед смертю і перерізав собі горло лезом.

## Відображення в культурі
Гай Софоній Тигеллін часто є героєм літературних та кінематографічних творів, які розповідають про другу частину правління Нерона, і в більшості випадків префект преторія постає у цих творах негативним героєм. Зокрема, Тигеллін є героєм історичного роману польського письменника Генрика Сенкевича «Камо грядеши» і його екранізації 1951 року, в якій префекта зіграв американський актор Ральф Трумен. Також Тигеллін з'являється в опері «Routledge» іспанського композитора Хуана Манена; в п'єсі та фільмі «Хресне знамення».

### Античні автори
1. ↑  Тацит, «Історія» 1.72
2. ↑  Кассій, Римська історія 59.23.9
3. ↑  Тацит, «Аннали» 15.37
4. ↑  Тацит, «Аннали» 14.57.1
5. ↑  Тацит, «Аннали» 15.40

### Наукова література
1. ↑  David Shotter. Nero Caesar Augustus: Emperor of Rome. — London: Routledge, 2008. — С. 129.
2. 1 2 3  Theresa K. Roper. Nero, Seneca and Tigellinus // Historia: Zeitschrift für Alte Geschichte. — Bd. 28, H. 3 (3rd Qtr., 1979). — С. 346-357. Архівовано з джерела 5 червня 2016. Процитовано 15 травня 2016.
3. ↑  Miriam Tamara Griffin. Seneca, A Philosopher in Politics. — Oxford: Clarendon Press, 1976. — С. 448.
4. 1 2  Ofonius Tigellinus [Архівовано 26 травня 2016 у Wayback Machine.], Encyclopædia Britannica
5. ↑  Walter Allen, Jr., Robert J. Barnett, Jr., Mary D. Beaty, Bärbel Becker, Frederick Behrends, W. F. Boggess, Theodore Crane, Jr., Kathleen Ann Dempsey, L. E. Garrido, R. R. Harris, Vivian L. Holliday, Richard C. Jensen, William C. Kurth, M. A. Robbins and H. W. Taylor, Jr. Nero's Eccentricities before the Fire // Numen. — Vol. 9, Fasc. 2 (Sep., 1962). — С. 99-109. Архівовано з джерела 10 червня 2016. Процитовано 18 травня 2016.
6. ↑  H. D. Rankin. Petronius, a portrait of the artist // Symbolae Osloenses: Norwegian Journal of Greek and Latin Studies. — Volume 45, Issue 1, 1970. — С. 118-128.
7. ↑  George Edmundson. The Church in Rome in the First Century: An Examination of Various Controverted Questions Relating to its History, Chronology, Literature and Traditions. — Eugene: Wipf and Stock Publishers, 2008. — С. 134.
8. ↑  K. R. Bradley. Nero's Retinue in Greece, A.D. 66/67 // Illinois Classical Studies. — Vol. 4 (1979). — С. 152-157. Архівовано з джерела 10 червня 2016. Процитовано 18 травня 2016.
9. ↑  Sir William Smith. A Dictionary of Greek and Roman Biography and Mythology. — Boston: Little, Brown and company, 1873. — С. 1126-1127.
10. ↑  Paul Roche. The Public Imagery of the Emperor Otho // Historia: Zeitschrift für Alte Geschichte. — Bd. 57, H. 1 (2008). — С. 108-123. Архівовано з джерела 10 червня 2016. Процитовано 19 травня 2016.